# Percy Phillips
Pour les articles homonymes, voir Phillips.
Pas d'image ? Cliquez ici

a Compétitions nationales et continentales officielles uniquement.

b Matchs officiels uniquement.
Henry Percy Phillips, né en 1869 à Machen et mort le 26 février 1947 à Newport, est un joueur de rugby à XV international gallois. Il évolue au poste de demi d'ouverture tant en sélection nationale qu'avec le club de Newport. Percy Phillips dispute six matchs avec l'équipe du pays de Galles. Il participe au premier tournoi britannique remporté par le pays de Galles en obtenant une triple couronne.
En dehors du rugby à XV, Phillips exerce les fonctions de consul-adjoint de la Belgique à Newport, et lors d'une saison il joue 26 rencontres avec Newport alors qu'il travaille souvent en Suisse.

## Carrière de joueur
Surnommé Sparrow (« moineau »), en raison de sa corpulence très légère, Percy Phillips joue à Newport RFC, associé à Fred Parfitt (demi de mêlée) pour former la charnière. L'équipe compte Bob Gould, Arthur Gould (trois-quarts centre) et Charlie Thomas, arrière polyvalent. Phillips est réputé être un attaquant insaisissable et avoir des carences en défense et au jeu au pied. Phillips combine avantageusement avec Gould, la ligne d'attaque des arrières croise ou feinte pour surprendre l'adversaire et le perforer. 
Phillips honore sa première cape internationale quand il est retenu pour disputer le tournoi britannique en 1892 pour le match d'ouverture face à l'équipe d'Angleterre. Sous le capitanat d'Arthur Gould, le match est perdu 17-0, quatre essais à aucun et Phillips perd sa place. Il avait pris la place d'Evan James, joueur de Swansea qui faisait équipe à la charnière avec son frère David. Les deux frères retrouvent la sélection nationale pour la fin du championnat. Ils changent de code et jouent avec Broughton Rangers au rugby à XIII. La paire de Swansea est inéligible, et les sélectionneurs cherchent deux nouveaux demis.
Fred Parfitt est retenu avec Percy Phillips pour disputer le tournoi britannique en 1893 pour le match d'ouverture face à l'équipe d'Angleterre. La tâche de Parfitt est de couvrir Phillips pour pallier ses carences défensives. Parfitt et Phillips sont retenus pour les trois matchs du tournoi 1893, les joueurs du XV du chardon remportent pour la première fois le championnat, tout en réussissant également la triple couronne.
Percy Phillips est retenu avec Fred Parfitt pour le championnat suivant, le tournoi britannique 1894, qui débute pour les champions en titre par une lourde défaite 24-3 contre l'équipe d'Angleterre. Lors de la rencontre suivante, le XV du poireau obtient la victoire sur l'Écosse. Et lors du troisième match de 1894, pour affronter l'équipe d'Irlande, Phillips est remplacé par Ralph Sweet-Escott, joueur de Cardiff.

## Statistiques

### En club
Percy Phillips dispute 5 saisons avec le Newport RFC au cours desquelles il joue 124 rencontres et marque 41 essais soit 110 points. 
| Saison    | Matchs | Pts | Essais |
| 1889-1890 | 27     | 13  | 7      |
| 1890-1891 | 26     | 6   | 3      |
| 1891-1892 | 31     | 51  | 17     |
| 1892-1893 | 26     | 36  | 12     |
| 1893-1894 | 14     | 6   | 2      |
| Total     | 124    | 110 | 41     |

### En équipe nationale
Percy Phillips dispute six matchs avec l'équipe du pays de Galles. Il participe au premier tournoi britannique remporté par le pays de Galles en obtenant une triple couronne en 1893.
| Année | Compétition         | Matchs | Points | Essais |
| 1892  | Tournoi britannique | 1      | -      | -      |
| 1893  | Tournoi britannique | 3      | -      | -      |
| 1894  | Tournoi britannique | 2      | -      | -      |
| Total | Total               | 6      | -      | -      |